# 叶卡捷琳娜·叶夫列缅科娃
叶卡捷琳娜·奥列戈芙娜·叶夫列缅科娃（俄語：Екатерина Олеговна Ефременкова，1997年12月31日—），俄罗斯女子短道速滑运动员，2016年世界短道速滑锦标赛女子3000米接力铜牌得主、2019年世界短道速滑锦标赛女子3000米接力银牌得主。